# Bebelis schwarzi
Bebelis schwarzi är en skalbaggsart som först beskrevs av Fisher 1947.  Bebelis schwarzi ingår i släktet Bebelis och familjen långhorningar.
Artens utbredningsområde är:
- Bahamas.
- Kuba.

Inga underarter finns listade.